# 施图尔恩
施图尔恩是德国巴伐利亚州的一个市镇。总面积15.52平方公里，总人口1672人，其中男性805人，女性867人（2011年12月31日），人口密度108人/平方公里。